# セレブリティ・ボクシング
セレブリティ・ボクシング（Celebrity Boxing）は、有名人同士が対戦するボクシングの試合。主に過去の有名人が出場することが多い。

## セレブリティ・ボクシングの一覧
| 試合                                                      | 大会                                                                   | 結果           |
| --------------------------------------------------------- | ---------------------------------------------------------------------- | -------------- |
| モハメド・アリ vs. ライル・アルゼイド                     | 1979年7月14日                                                          | -              |
| モハメド・アリ vs. デイブ・セメンコ                       | 1983年6月12日                                                          | -              |
| ダニー・ボナデュース vs. ダニー・オズモンド               | 1994年1月17日                                                          | ボナデュース   |
| サイモン・ウッドストック vs. マイク・ミューア             | 「Action Sports」1996年3月7日                                          | ウッドストック |
| サイモン・ウッドストック vs. スティッキー・フィンガーズ   | 「MTV Sports & Entertainment Festival」1998年11月                      | ウッドストック |
| ダニー・ボナデュース vs. バリー・ウィリアムズ             | 「セレブリティ・ボクシング」2002年3月13日                              | ボナデュース   |
| トッド・ブリッジス vs. ヴァニラ・アイス                   | 「セレブリティ・ボクシング」2002年3月13日                              | ブリッジス     |
| ポーラ・ジョーンズ vs. トーニャ・ハーディング             | 「セレブリティ・ボクシング」2002年3月13日                              | ハーディング   |
| ダーヴァ・コンガー vs. オルガ・コルブト                   | 「セレブリティ・ボクシング」2002年5月22日                              | コンガー       |
| ダスティン・ダイアモンド vs. ロン・パリロ                 | 「セレブリティ・ボクシング」2002年5月22日                              | ダイアモンド   |
| マヌート・ボル vs. ウィリアム・ペリー                     | 「セレブリティ・ボクシング」2002年5月22日                              | ボル           |
| ジョーイ・バタフューコ vs. チャイナ                       | 「セレブリティ・ボクシング」2002年5月22日                              | バタフューコ   |
| リッキー・ジャーヴェイス vs. グラント・ボビー             | 「The Fight」2002年                                                    | ジャーヴェイス |
| ボブ・モーティマー vs. レス・デニス                       | 「セレブリティ・ボクシング for スポーツ・リリーフ」2002年7月13日       | モーティマー   |
| ベン・フォーグル vs. シド・オーウェン                     | 「セレブリティ・ボクシング for スポーツ・リリーフ」2004年7月10日       | フォーグル     |
| ジャック・オズボーン vs. ブラッドリー・マッキントッシュ   | 「セレブリティ・ボクシング for スポーツ・リリーフ」2006年7月15日       | オズボーン     |
| ドルフ・ラングレン vs. オレッグ・タクタロフ               | 「 King of the Ring」 2007年                                           | タクタロフ     |
| ベン・シェファード vs. レマー                             | 「セレブリティ・ボクシング for スポーツ・リリーフ」2008年3月15日       | シェファード   |
| ヴァイ・シカヘマ vs. ホセ・カンセコ                       | 「War At The Shore」2008年7月12日                                      | シカヘマ       |
| ダニー・ボナデュース vs. ホセ・カンセコ                   | 「Bonaduce vs Canseco: Supremacy」2009年1月25日                        | 引き分け       |
| ウェンデル・セイラー vs. ワーウィック・キャッパー         | 「The Contender Australia」2009年10月29日                              | セイラー       |
| ロドニー・キング vs. Simon Aouad                          | 2009年9月11日                                                          | キング         |
| キム・カーダシアン vs. タマラ・フラパセラ                 | 2009年11月3日                                                          | フラパセラ     |
| ホセ・カンセコ vs. トッド・ポールトン                     | 2009年11月6日                                                          | カンセコ       |
| シャキール・オニール vs. シェーン・モズリー               | 「Shaq Vs.」2010年                                                     | モズリー       |
| デイブ・ミラ vs. ブライアン・ディーガン                   | 「 Ellismania 7」2011年9月17日                                         | ディーガン     |
| ホセ・カンセコ vs. ターリク・サラヒ                       | 「Celebrity Fight Night」2011年11月5日                                 | カンセコ       |
| クーリオ vs. ジェレミー・ジャクソン                       | 「Celebrity Fight Night」2011年11月5日                                 | ジャクソン     |
| ルビー・ローズ vs. イー・シア                             | 「Boxing for headspace」2012年10月20日                                 | ローズ         |
| ヨルダン・カーヴァー vs. メラニー・ミュラー               | 「Pro7 Promi Boxen」2014年9月27日                                      | ミュラー       |
| ミット・ロムニー vs. イベンダー・ホリフィールド           | 2015年5月15日                                                          | ホリフィールド |
| 亀田興毅 vs. 神風永遠                                     | 「亀田興毅に勝ったら1000万円」2017年5月7日                             | 亀田           |
| 亀田興毅 vs. ジョーブログ                                 | 「亀田興毅に勝ったら1000万円」2017年5月7日                             | 亀田           |
| 亀田興毅 vs. 松本諒太                                     | 「亀田興毅に勝ったら1000万円」2017年5月7日                             | 亀田           |
| 亀田興毅 vs. ユウタ                                       | 「亀田興毅に勝ったら1000万円」2017年5月7日                             | -              |
| アネソンギブ vs. マックスプレイズ                         | 2018年2月3日                                                           | アネソンギブ   |
| KSI vs. ジョー・ウェラー                                  | 2018年2月3日                                                           | KSI            |
| ヘレン・スケルトン vs. カミラ・サロー                     | 「セレブリティ・ボクシング for スポーツ・リリーフ」2018年3月23日       | スケルトン     |
| スペンサー・マシューズ vs. ウェイン・ブリッジ             | 「セレブリティ・ボクシング for スポーツ・リリーフ」2018年3月23日       | ブリッジ       |
| ハナ・スピアリット vs. ヴァネッサ・ホワイト               | 「セレブリティ・ボクシング for スポーツ・リリーフ」2018年3月24日       | ホワイト       |
| アネソンギブ vs. ジェイ・スウィングラー                   | 「KSI vs. Logan Paul」2018年8月25日                                    | アネソンギブ   |
| デジ vs. ジェイク・ポール                                 | 「KSI vs. Logan Paul」2018年8月25日                                    | ポール         |
| KSI vs. ローガン・ポール                                  | 「KSI vs. Logan Paul」2018年8月25日                                    | 引き分け       |
| フージー vs. スリム・アルバハール                         | 「Fight Night Yemen We Care Charity Boxing」2019年9月29日              | スリム         |
| アダム・サレー vs. マーカス・スティーブンソン             | 「Fight Night Yemen We Care Charity Boxing」2019年9月29日              | サレー         |
| サイモン・ウッドストック vs. ジェイソン・エリス           | 「Ellismania 19」2019年11月9日                                         | エリス         |
| ハフソー・ユリウス・ビョルンソン vs. スティーブ・ウォード | 「CoreSports Fight Night」2021年1月16日                                | -              |
| ホセ・カンセコ vs. ビリー・フットボール                   | 「Rough N' Rowdy 13 Superbrawl III」2021年2月5日                       | ビリー         |
| ホーンズワグル vs. ジェレミー・スミス                     | 「Rough N' Rowdy 14」2021年4月23日                                     | スミス         |
| ハフソー・ユリウス・ビョルンソン vs. サイモン・ヴァリリー | 「CoreSports Fight Night 2」2021年5月28日                              | 引き分け       |
| チャド・ジョンソン vs. ブライアン・マクスウェル           | 「フロイド・メイウェザー・ジュニア 対 ローガン・ポール戦」2021年6月6日 | -              |
| フロイド・メイウェザー・ジュニア vs. ローガン・ポール     | 「フロイド・メイウェザー・ジュニア 対 ローガン・ポール戦」2021年6月6日 | -              |
| ラマー・オドム vs. アーロン・カーター                     | 「セレブリティ・ボクシング 11」2021年6月11日                           | オドム         |
| アネソンギブ vs. テイラー・ホルダー                       | 「YouTubers vs. TikTokers」2021年6月12日                               | アネソンギブ   |
| オースティン・マクブルーム vs. ブライス・ホール           | 「YouTubers vs. TikTokers」2021年6月12日                               | マクブルーム   |
| アダム・ジョーンズ vs. ボビー・ラング                     | 「Rough N' Rowdy 15」2021年8月27日                                     | ラング         |
| ハフソー・ユリウス・ビョルンソン vs. デボン・ララット     | 「CoreSports Fight Night 3」2021年9月18日                              | ビョルンソン   |
| フランク・ゴア vs. デロン・ウィリアムス                   | 「Jake Paul vs. Tyron Woodley II」2021年12月18日                       | ウィリアムス   |
| デジ vs. アレックス・ワサビ                               | 「Deji vs. Alex Wassabi」2022年3月5日                                  | ワサビ         |
| ブラック・チャイナ vs. アリシア・メーガン                 | 「Official Celebrity Boxing」2022年6月11日                             | 引き分け       |
| KSI vs. スワームズ                                        | 「KSI vs Swarmz & Luis Alcaraz Pineda」2022年8月27日                   | KSI            |
| デジ vs. フージー                                         | 「KSI vs Swarmz & Luis Alcaraz Pineda」2022年8月27日                   | デジ           |
| KSI vs. ルイス・アルカラス・ピネダ                        | 「KSI vs Swarmz & Luis Alcaraz Pineda」2022年8月27日                   | KSI            |
| エイドリアン・ピーターソン vs. レベオン・ベル             | 「Austin McBroom vs. AnEsonGib」2022年9月10日                          | ベル           |
| ニック・ヤング vs. ミニコン                               | 「Austin McBroom vs. AnEsonGib」2022年9月10日                          | ノーコンテスト |
| オースティン・マクブルーム vs. アネソンギブ               | 「Austin McBroom vs. AnEsonGib」2022年9月10日                          | アネソンギブ   |
| ジェイ・スウィングラー vs. チャードレイス                 | 「Jay Swingler vs. Cherdleys」2022年10月15日                           | スウィングラー |
| フロイド・メイウェザー・ジュニア vs. デジ                 | 「フロイド・メイウェザー・ジュニア vs. デジ」2022年11月13日            | メイウェザー   |

## 出来事
2021年6月12日にハードロック・スタジアムで行われた「YouTubers vs. TikTokers」では、メインイベントでYouTubeのチャンネル登録者数1910万人を誇るYouTuberのオースティン・マクブルームとTikTokのフォロワー数2100万人を誇るTikTokerのブライス・ホールが対戦し、マクブルームが3回TKO勝利を収め、対抗戦でも6勝1敗でYouTuberチームが勝利を収めたが、ペイ・パー・ビューの販売不振により、出場した選手へのファイトマネー未払いが発生。主催者のマクブルーム（ソーシャルグローブ社）と試合をペイ・パー・ビュー配信したLiveXLiveの間で責任の押し付け合いとなり訴訟合戦へ発展した。

## テレビ番組
セレブリティ・ボクシング（Celebrity Boxing）は、FOXで放送されていた、スキャンダルなどで落ち目になった過去の有名人同士がボクシングのエキシビションで対戦するテレビ番組。試合は、ヘッドギアを着用し、3ラウンドで対戦した。
2002年に米TVガイド誌の "史上最も最悪なテレビ番組50"で6位に選ばれた。

### 第1回
2002年3月13日に放送され、ポーラ・ジョーンズ vs. トーニャ・ハーディングをメインに、トッド・ブリッジス vs. ヴァニラ・アイス、ダニー・ボナデュース vs. バリー・ウィリアムズが対戦した。マイケル・バッファーがリングアナウンサーを務め、元WBA世界ライト級王者のレイ・マンシーニが解説を務めた。
- ボナデュース vs. ウィリアムズ:ボナデュースが5度目のダウンを奪うとウィリアムズ陣営からタオルが投入され2回TKO勝利。
- ブリッジス vs. アイス:ブリッジスが判定勝利。
- ジョーンズ vs. ハーディング:エイミー・フィッシャーの代わりとしてジョーンズは抜擢され、試合開始時はやる気を見せていたがパンチをもらうと徐々に戦意喪失。顔を背けたり、背中を見せて逃げるなどして戦う姿勢をみせなくなり、ダウン後に完全に戦意喪失するとレフェリーが試合をストップし、2回TKO負け。

### 第2回
2002年5月22日に放送され、ジョーイ・バタフューコ vs チャイナをメインに、マヌート・ボル vs. ウィリアム・ペリー、ダスティン・ダイアモンド vs. ロン・パリロ、ダーヴァ・コンガー vs. オルガ・コルブトが対戦した。
- コンガー vs. コルブト:コルブトは試合の4カ月前に19ドル相当の食料品を万引したとして逮捕されていた。試合はコンガーが判定勝利。
- ダイアモンド vs. パリロ:ダイアモンドが2回に3度ダウンを奪いTKO勝利。
- ボル vs. ペリー:ボルが判定勝利。試合後のインタビューで試合の報酬を第二次スーダン内戦の被災者に寄付すると述べた。
- バタフューコ vs. チャイナ:チャイナの相手としてアル・ヤンコビックが最初にオファーされるが拒否。チャイナも欠場したジョン・ウェイン・ボビットの代役だった。試合はバタフューコが2-0の判定で勝利。